# Gospodintsi
Gospodintsi (bulgariska: Господинци) är ett distrikt i Bulgarien.   Det ligger i kommunen Obsjtina Gotse Deltjev och regionen Blagoevgrad, i den sydvästra delen av landet, 120 km söder om huvudstaden Sofia.
Trakten runt Gospodintsi består till största delen av jordbruksmark. Runt Gospodintsi är det ganska tätbefolkat, med 80 invånare per kvadratkilometer.